# Флорентинска боца
Флорентинска боца је посуда за издвајање етеричних уља. На доњем своме дијелу има умјештену цијев у облику лабуђег врата. Дестилацијом биљног материјала с воденом паром, дестилат се раздваја у водени (доњи) и уљни (горњи) слој; из флорентинске боце доњи се слој (водени) може непрекидно одузимати, док горњи слој (уљни) остаје у боци и као лакши плива на површини. Тако се добијају етерична уља. Боца је настала у Фиренци и по њој је и добила име.